# Bromus japonicus
Pour les articles homonymes, voir Brome (homonymie).
Espèce
Bromus japonicus, le Brome japonais, Brome du Japon ou Brome étalé, est une espèce de plantes monocotylédones de la famille des Poaceae, originaire d'Eurasie.

## Description
Le brome japonais est une plante herbacée annuelle qui peut atteindre de 40 cm à 1 m de haut.
Les feuilles ont un limbe plat, tomenteux, d'environ 2,5 à 20 cm de long sur 8 à 16 mm de large.
L'inflorescence est une panicule ouverte, de 5 à 18 cm environ de long, aux ramifications étalées et retombantes.
Les épillets, longs de 1,3 à 2,6 cm, comptent de six à dix fleurs.

## Distribution
L'aire de répartition de Bromus japonicus s'étend principalement en Eurasie d'où elle est originaire. 
Cette aire comprend les pays suivants :
- Afrique du Nord : Algérie, Maroc, Égypte ;
- Asie tempérée : péninsule arabique, Caucase, Transcaucasie, pays du Golfe, Chine, Japon, Corée, Taïwan,
- Asie centrale : Kazakhstan, Kirghizistan, Tadjikistan, Turkménistan, Ouzbékistan,
- Asie orientale : Mongolie, Extrême-Orient russe, Sibérie, Primorié, Krasnoyarsk,
- Asie occidentale : Afghanistan, Chypre, Iran, Iraq, Liban-Syrie, Palestine, Sinaï, Turquie,
- Asie tropicale : sous-continent indien, Népal, Pakistan,
- Europe orientale : Russie, Crimée, Ukraine, Europe centrale : Autriche, république tchèque, Allemagne, Hongrie, Pologne, Suisse, Europe méridionale : Albanie, Bulgarie, Grèce, Italie, Roumanie, ex-Yougoslavie, France[4].

L'espèce a été introduite également en Europe orientale : pays baltes, Biélorussie, ainsi qu'en Amérique du Nord : Mexique, Sud-est des États-Unis, Canada, et en Amérique du Sud.

## Taxinomie

### Synonymes
Selon Catalogue of Life (29 mai 2016) :
- Bromus arvensis var. japonicus (Houtt.) Fiori,
- Bromus japonicus subsp. typicus Pénzes, nom. inval.,
- Serrafalcus japonicus (Houtt.) Wilmott.

### Liste des sous-espèces
Selon Catalogue of Life (29 mai 2016) :
- sous-espèce Bromus japonicus subsp. anatolicus (Boiss. & Heldr.) Pénzes
- sous-espèce Bromus japonicus subsp. japonicus

Selon World Checklist of Selected Plant Families (WCSP) (29 mai 2016) :
- sous-espèce Bromus japonicus subsp. anatolicus (Boiss. & Heldr.) Pénzes (1936)
- sous-espèce Bromus japonicus subsp. japonicus

Selon The Plant List (29 mai 2016) :
- sous-espèce Bromus japonicus subsp. anatolicus (Boiss. & Heldr.) Pénzes
- variété Bromus japonicus var. chiapporianus (De Not.) Pènzes

### Liste des sous-espèces et variétés
Selon Tropicos (29 mai 2016) (Attention liste brute contenant possiblement des synonymes) :
- sous-espèce Bromus japonicus subsp. anatolicus (Boiss. & Heldr.) Pènzes
- sous-espèce Bromus japonicus subsp. japonicus
- sous-espèce Bromus japonicus subsp. phrygius (Boiss.) Pènzes
- sous-espèce Bromus japonicus subsp. sinaicus Hack.
- sous-espèce Bromus japonicus subsp. sooi Pènzes
- sous-espèce Bromus japonicus subsp. subsquarrosus (Borbás) Pènzes
- variété Bromus japonicus var. acutidens Melderis
- variété Bromus japonicus var. aegyptiacus (Tausch) Asch., Schweinf. & Muschl.
- variété Bromus japonicus var. anatolicus (Boiss. & Heldr.) Asch. & Graebn.
- variété Bromus japonicus var. breviramosus Roshev.
- variété Bromus japonicus var. chiapporianus (De Not.) Pènzes
- variété Bromus japonicus var. falconeri (Stapf) Stewart
- variété Bromus japonicus var. glabriglumis Tzvelev
- variété Bromus japonicus var. grandis (Velen.) Pènzes
- variété Bromus japonicus var. grossus (Čelak.) Asch. & Graebn.
- variété Bromus japonicus var. incanus Hack.
- variété Bromus japonicus var. japonicus
- variété Bromus japonicus var. laxus Podp.
- variété Bromus japonicus var. multiflorus Kozhsukharov, Stoeva & Kuzmanov
- variété Bromus japonicus var. paniculatus (Kuntze) Roshev.
- variété Bromus japonicus var. pectinatus (Thunb.) Asch. & Graebn.
- variété Bromus japonicus var. pendulus Schur ex Asch. & Graebn.
- variété Bromus japonicus var. phrygius (Boiss.) Asch. & Graebn.
- variété Bromus japonicus var. porrectus Hack.
- variété Bromus japonicus var. rapaicsii Pènzes
- variété Bromus japonicus var. sooi (Pènzes) Soó
- variété Bromus japonicus var. tenuis Prodán
- variété Bromus japonicus var. transsilvanicus (Auersw.) Hayek
- variété Bromus japonicus var. umbrosa Hack.
- variété Bromus japonicus var. variegatus (Schur) Todor
- variété Bromus japonicus var. velutinus (W.D.J. Koch) Asch. & Graebn.
- variété Bromus japonicus var. vestitus (Schrad.) Halácsy
- variété Bromus japonicus var. zomboriensis Pènzes